# Tō-Ō Nippō
Tō-Ō Nippō (東奥日報 Tōō Nippō,  Hán-Việt: Đông Áo nhật báo) là một tờ báo được công bố bởi The Tō-Ō Nippō Press (株式会社東奥日報社 Kabushiki gaisha Tōō Nippō) ở Aomori, Aomori, Nhật Bản. Tờ báo được phân phối khắp tỉnh Aomori. Tờ báo có nguồn gốc từ cuối thế kỷ 19 và được thành lập vào ngày 6 tháng 12 năm 1888 với tư cách là tờ báo đầu tiên được phân phối trên toàn tỉnh Aomori.

## Lịch sử
Tō-Ō Nippō Press được thành lập vào ngày 22 tháng 11 năm 1888, với số đầu tiên của tờ báo được xuất bản vào ngày 6 tháng sau. Đây là tờ báo đầu tiên được phân phối khắp tỉnh Aomori. Vào ngày 3 tháng 5 năm 1910, tờ báo đóng cửa trong ba ngày sau một trận hỏa hoạn lớn ở Aomori. Năm 1928, công ty bắt đầu xuất bản Niên giám Tō-Ō, cung cấp dữ liệu về các doanh nghiệp và người dân của tỉnh Aomori.
Tòa nhà News Tō-Ō, thuộc sở hữu của The Tō-Ō Nippō Press, khai trương tại Shinmachi vào ngày 3 tháng 5 năm 2019. Cấu trúc toà nhà bao gồm không gian triển lãm được sử dụng cho các sự kiện, chẳng hạn như trưng bày các tác phẩm vào đầu năm 2021 của họa sĩ truyện tranh Eguchi Hisashi. Vào ngày 1 tháng 9 năm 2020, tờ báo ngừng xuất bản ấn phẩm phát hành vào buổi tối các ngày trong tuần.

## Trụ sở và các toà nhà khác

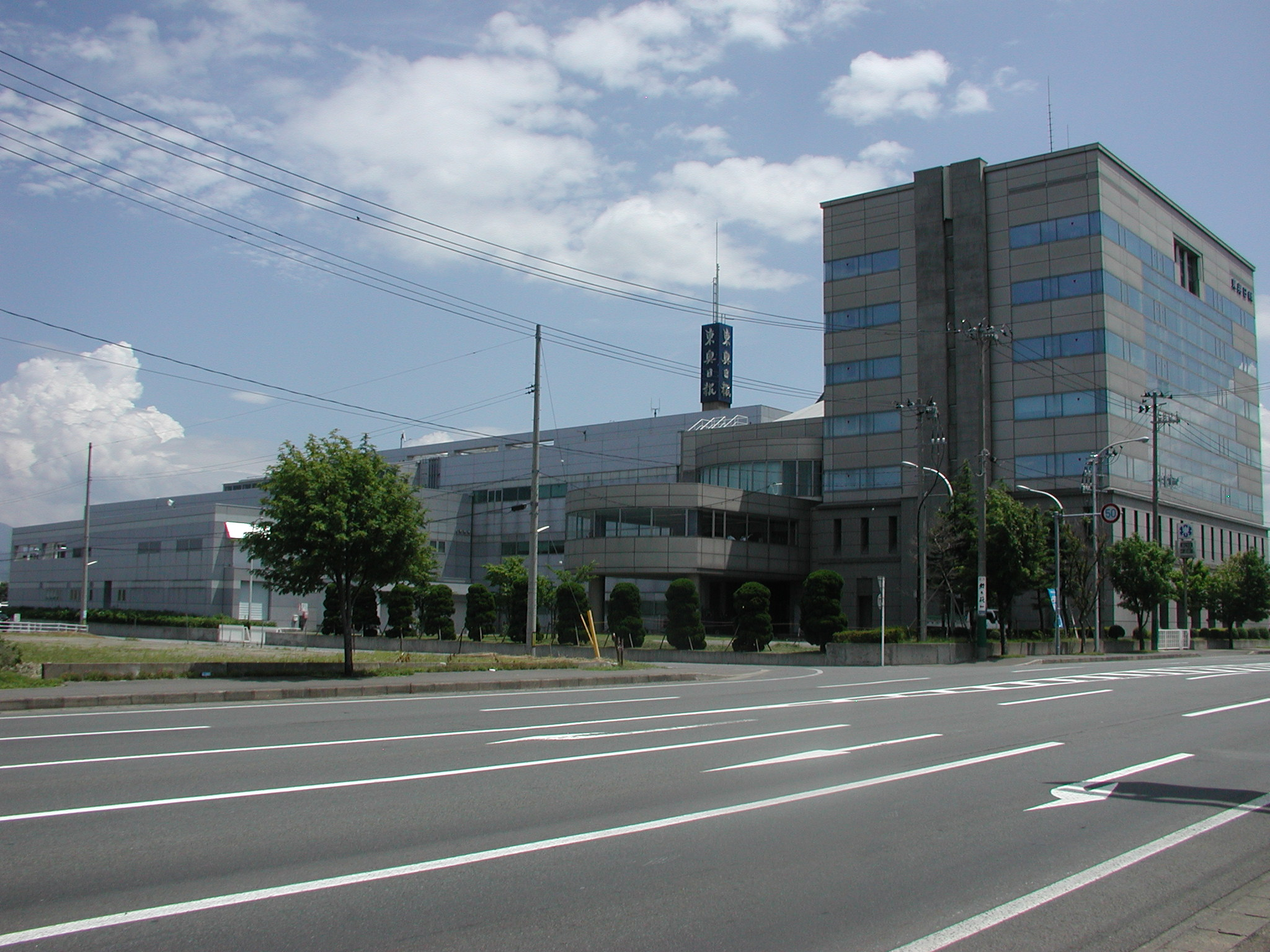
Trụ sở của Tō-Ō Nippō Press năm 2010

Tō-Ō Nippō Press có trụ sở chính tại quận Dainitonya-machi ở phía nam thành phố Aomori. Tòa nhà News Tō-Ō là một tòa nhà đa chức năng có không gian triển lãm và khu vực làm việc công cộng ở quận Shinmachi, trung tâm Aomori. Công ty có một số văn phòng chi nhánh trên khắp tỉnh Aomori, với hai văn phòng chi nhánh lớn nhất là ở Hachinohe và Hirosaki và các văn phòng nhỏ hơn ở các thành phố Goshogawara, Tsugaru, Kuroishi, Hirakawa, Towada, Mutsu, và Misawa, và ở các thị trấn của Ajigasawa, Noheji, Sannohe, Gonohe, Itayanagi và Oirase. Công ty cũng có các văn phòng đặt bên ngoài tỉnh ở Tokyo, Sendai và Osaka.

## Ấn phẩm
Tō-Ō Nippō được lưu hành và xuất bản dưới dạng bản in hàng ngày vào buổi sáng. Trước tháng 9 năm 2020, một ấn bản buổi tối đã được phát hành trong tuần như một phần của gói mua dành cho người đăng ký; tuy nhiên, ấn bản buổi tối đã bị bãi bỏ, để lại ấn bản buổi sáng là số lượng phát hành duy nhất của tờ báo. Số lượng phát hành của hệ thống trọn bộ phiên bản buổi sáng và buổi tối trước đây (theo Cục Lưu hành Kiểm toán Nhật Bản) là khoảng 200.000 (tính đến tháng 4 năm 2020). Tại tỉnh Aomori và một số khu vực ngoài tỉnh có thể chuyển báo đến tận tay người đăng ký, ở các khu vực khác có thể đăng ký qua đường bưu điện với một khoản phụ phí cho chi phí gửi thư. Thêm vào đó, hình ảnh của ấn bản in của tờ báo có sẵn dưới hình thức kỹ thuật số cho những người cư trú bên ngoài tỉnh Aomori.